# Pekka Ervast

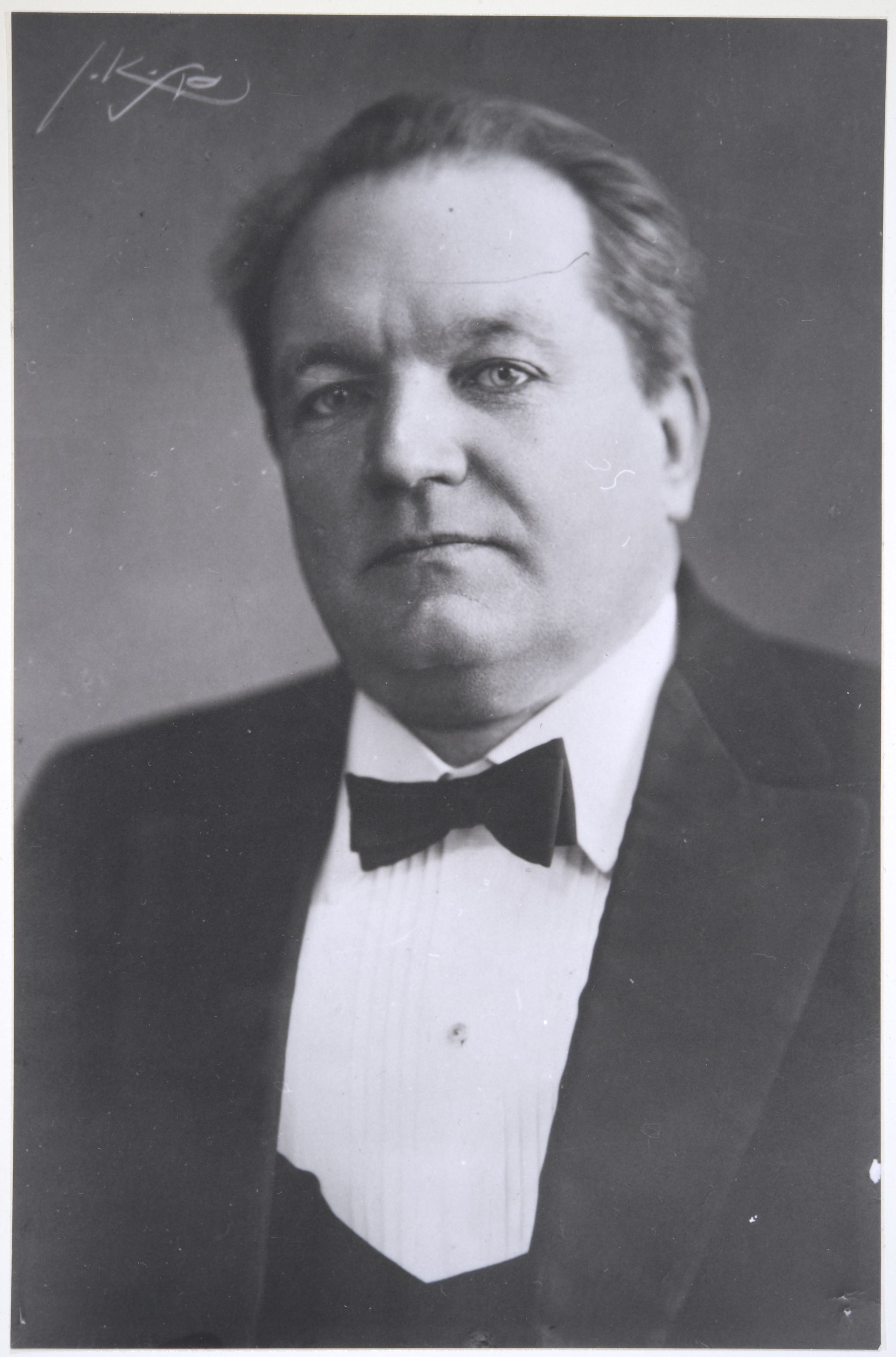
Pekka Ervast vid 1920-talet.

Pekka Elias Ervast, född 26 december 1875 i Helsingfors, död 22 maj 1934 i Helsingfors, var en finsk teosof och författare.
Ervast anslöt sig 1895 till Sveriges teosofiska samfund och från 1907 tog han initiativ till grundandet av Suomen Teosofinen Seura. Han var där huvudsekreterare 1907–17 och redaktör för tidskrifterna Omatunto 1905–07 och Tietäjä 1908–20. När sällskapet splittrades 1920 grundade Ervast Rosen-korset-sällskapet och tidningen Ruusu-Risti.
Bland hans skrifter märks Framtidens religion (1900), Mitä on kuolema? (1904 "Vad är döden?"), Teosofian sanoma nykyajalle (1919, "Teosofins budskap till nutiden"). Han var influerad av Lev Tolstoj.
Han är begravd på Sandudds begravningsplats i Helsingfors.